# Rooms-Katholieke Gildenbondsharmonie
De Rooms-Katholieke Gildenbondsharmonie is een muziekvereniging uit Boxtel, en is opgericht op 8 juni 1908. De vereniging bestaat uit het harmonieorkest, Big Band Boxtel, leerlingenorkest en blaasbandje.

## Geschiedenis
De oprichting van deze muziekvereniging gebeurde meer uit religieuze dan uit muzikale motieven. Ieder jaar werd de Boxtelse Processie van het Heilig Bloed gehouden en voor het spelen van de processiemarsen had men liever eigen muzikanten dan de ingehuurde krachten uit de buurtgemeenten. Eerste dirigent van de jonge harmonie was J. Hermans uit 's-Hertogenbosch. Het traditionele Kasteelconcert op de binnenplaats van dit Boxtelse kasteel vindt in het eerste weekeinde van september plaats.
Onder de dirigent Antoon Stolwerk kon men zich muzikaal verbeteren en kwantitatief uitbreiden. Met de onvergeten dirigent Hans Klerx kon in 1980 de oranje wimpel bij de nationale kampioenschappen van de Federatie van Katholieke Muziekbonden in Nederland (FKM) in de superieure afdeling behaald worden. De dirigenten Frans Scheepers, Jo Diederen en Alex Schillings hebben het muzikale niveau gevestigd. Met de dirigent Jan Cober veroverde men opnieuw een nationale titel in de hoogste afdeling van de FKM.
Frenk Rouschop was dirigent van 1988 tot 2001 en een geweldige prestatie in de concertafdeling was goed voor twee eerste prijzen met onderscheiding tijdens het Wereld Muziek Concours te Kerkrade. Tot 2004 stond het orkest onder leiding van Sef Pijpers jr. In 2003 werd men op het zogenoemde mini-WMC te Kerkrade tweede, achter de Koninklijke Harmonie van Thorn. Na de jeugdige dirigenten Sander Teepen en Arjan Gaasbeek, staat sinds januari 2017 Erik Somers op de bok.

## Samenstelling
De Gildenbondsharmonie bestaat momenteel uit vier verschillende onderdelen:
- Het Blaasbandje
- Het Leerlingenorkest
- Het Harmonieorkest
- Big Band Boxtel (voorheen de Bondsband)

Het harmonieorkest geeft diverse concerten per jaar en gaat regelmatig op concours waarbij het repertoire afhankelijk van het soort concert kan variëren van symfonische blaasmuziek tot moderne originele werken voor harmonie-orkest. Het harmonieorkest van de “Gildenbonds” speelt al vele jaren op het hoogste nationale niveau (1e divisie) en staat onder leiding van Erik Somers.
In het blaasbandje spelen leerlingen die net zijn begonnen met het bespelen van een instrument, hier leren ze al vroeg samen muziek maken. Wanneer het niveau van het A-diploma is behaald komen leerlingen bij het leerlingenorkest. Om tot het harmonieorkest toe te treden wordt het niveau van B/C-diploma verwacht.
Big Band Boxtel bestaat sinds september 2011 en is ontstaan door het samenvoegen van de twee orkesten de Bondsband en Big Band Double Key. Na begin 2011 samen het concert "De Muziek Draait Door" verzorgd te hebben, ontstond er een positieve klik tussen de muzikanten en is unaniem besloten samen onder de vlag van de vereniging Gildenbondsharmonie verder te gaan als één Big Band en wel onder de naam Big Band Boxtel. Big Band Boxtel staat onder leiding van dirigent Mari van Gils.

## Dirigenten Harmonieorkest
| Begin             | Einde             | Naam            |
| ----------------- | ----------------- | --------------- |
| 8 juni 1908       | 4 april 1948      | J. Hermans      |
| 4 april 1948      | 28 januari 1949   | Cees van Kessel |
| januari 1950      | 6 juni 1957       | Jan Jansen      |
| 6 juni 1957       | 15 september 1970 | Antoon Stolwerk |
| 27 september 1970 | 5 november 1977   | Berry van Oort  |
| 5 november 1977   | februari 1981     | Hans Klerx      |
| mei 1981          | 20 november 1982  | Frans Scheepers |
| 17 april 1983     | december 1985     | Jo Diederen     |
| 26 januari 1986   | september 1987    | Jan Cober       |
| 8 oktober 1987    | februari 1988     | Alex Schillings |
| maart 1988        | 2 september 2001  | Frenk Rouschop  |
| september 2001    | 12 september 2004 | Sef Pijpers jr. |
| december 2004     | september 2014    | Sander Teepen   |
| december 2014     | januari 2017      | Arjan Gaasbeek  |
| januari 2017      | heden             | Erik Somers     |